# Klaus Mezgolits
Klaus Mezgolits (* 9. November 1962 in Wiener Neustadt) ist ein österreichischer Politiker (SPÖ) und Verwaltungsjurist. Er war von 2000 bis 2005 Abgeordneter zum Burgenländischen Landtag und ist Bezirkshauptmann der Bezirkshauptmannschaft Mattersburg.

## Ausbildung und Beruf
Mezgolits wurde als Sohn des technischen Abteilungsleiters Emil Mezgolits aus Steinbrunn geboren. Er besuchte zunächst die Volksschule in Eisenstadt und maturierte 1982 am BG/BRG Eisenstadt. Er studierte Rechtswissenschaft an der Universität Wien und schloss sein Studium 1989 mit dem akademischen Grad Mag. jur. ab. Danach absolvierte er von 1989 bis 1990 sein Gerichtsjahr am Landes- und Bezirksgericht Eisenstadt und leistete danach zwischen 1990 und 1991 seinen Präsenzdienst ab. Im Anschluss trat Mezgolits 1990 in den Dienst des Landes Burgenland, wobei er in den Bezirkshauptmannschaften Neusiedl am See und Mattersburg tätig war. Er fungierte zwischen 1995 und 1997 als Bezirkshauptmann-Stellvertreter in Neusiedl am See und war Referent in der Umweltrechtsabteilung bzw. Gewerbe- und Baurechtsabteilung. Danach wechselt er 1997 als Jurist für Raumplanung zum Amt der Burgenländischen Landesregierung und übernahm in der Folge die Leitung der Stabsstelle Öffentlichkeitsarbeit und des zentralen Dienstes in der burgenländischen Landesamtsdirektion. 2008 übernahm Mezgolits die Funktion des Bezirkshauptmanns der Bezirkshauptmannschaft Mattersburg.

## Politik
Mezgolits engagierte sich ab 1987 als Gemeinderat in Steinbrunn-Zillingtal und wurde 1990 in den Gemeindevorstand gewählt. 1995 übernahm er die Funktion des Vizebürgermeisters, 1997 wurde er Bürgermeister. Innerparteilich ist er zudem seit 1993 als Ortsparteivorsitzender aktiv, des Weiteren fungiert er seit 1980 als Mitglied des Bezirksausschusses und gehört seit 1998 dem SPÖ-Bezirksvorstand an. Zudem wurde er 2000 zum Mitglied des SPÖ-Landesparteivorstandes gewählt. Mezgolits vertrat die SPÖ vom 28. Dezember 2000 bis zum 24. Oktober 2005 im Burgenländischen Landtag.

## Ehrenzeichen
- Goldenes Ehrenzeichen für Verdienste um das Bundesland Niederösterreich
- Großes Ehrenzeichen des Landes Burgenland